# Myriam Le Fevere de Ten Hove

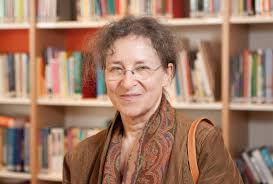
Myriam Le Fevere de Ten Hove in 2018

Myriam Le Fevere de Ten Hove (Antwerpen, 27 maart 1947) is een Belgisch jeugdpsychiater, docent en auteur binnen het domein van oplossingsgerichte therapie.

## Levensloop
Myriam Le Fevere de Ten Hove trouwde in 1970 met haar jaargenoot dr. Paul Van den Bossche (interne geneeskunde). In 1972 studeerde ze af aan de Katholieke Universiteit Leuven als kinder- en jeugdpsychiater. Hierop volgde een opleiding tot systeemtherapeut. Ze vestigde haar privépraktijk in Wervik en werd coördinator van het traumateam en diensthoofd in het Centrum voor Geestelijke Gezondheidszorg in Kortrijk en Menen (1977 - 2011).  
Tijdens de opleiding Systeemtherapie, gedoceerd door dr. Theo Compernolle (1978 - 1980 Leuvens Instituut voor Systeemtherapie) leerde ze dr. Luc Isebaert kennen. Dit is de start van een levenslange vriendschap en zoektocht naar wat werkt in therapie. Geregeld komen ze bijeen om EMDR, hypnose, NLP en andere nieuwe technieken uit te testen. In 1984 starten ze samen met Erwin De Bisscop een studiegroep in het AZ Sint Jan, waar een methodiek ontwikkeld wordt waarvan ze later ontdekken dat die gelijkaardig is aan wat Steve De Shazer beschrijft in zijn boek 'Clues, Investigating Solutions in Brief Therapy'. In 1990 nodigen ze hem uit naar Parijs, waar Luc en Myriam ook een studiegroep hebben sinds 1979, en de naam Oplossingsgerichte Therapie (Solution Focused Therapy) wordt overgenomen. De uitwerking van "Het Brugs Model van Oplossingsgericht Werken" volgt uit deze samenwerking. Het 'concept' van een flowchart kwam van Steve de Shazer en Insoo Kim Berg. De uitwerking tot 'Het Brugs Model' is ontstaan in de studiegroepen van Brugge en Parijs (dr. Marie-Christine Cabié, dr. Marika Moisseeff, Michael Houseman).  
In 1984 is dr. Myriam Le Fevere de Ten Hove samen met dr. Luc Isebaert en Louis Cauffman stichtend lid van het Korzybski Instituut, waar ze nog steeds les geeft. Ze is opleidster voor de specialisatie kinderen en jongeren in het instituut in Brugge. In Amsterdam en Parijs gaf ze les voor de mastercursus Oplossingsgerichte Systeemtherapie. Gedurende haar carrière als docente aan het Korzybski Instituut volgde ze zelf talrijke cursussen van buitenlandse docenten, die door het instituut georganiseerd werden. 
In 1988 begon ze haar hypnose-opleiding aan het VATHYP (Vlaamse Vereniging voor Autogene Training en Hypnotherapie), waardoor ze erkend hypnotherapeut werd. Dit werd aangevuld met een tweejarige mastercursus in de door Milton H. Erickson op punt gestelde Ericksoniaanse therapie, gegeven door leden van het Milton Erickson Institute (VS).
Ze is voorzitter van de Vlaamse Vereniging van Deskundigen in de Oplossingsgerichte cognitieve en systemische therapie, opvoedkunde en coaching (VVDO).

## Publicaties
- Le pays ou la résistance n’existe (presque) plus, in: Thérapies Familiales, Genève, 1996.
- Korte Therapie. Handleiding bij het ‘Brugs Model’ voor psychotherapie met toepassing op kinderen en jongeren, Leuven/Apeldoorn, Garant, 2000, een van de meest succesvolle die talrijke herdrukken kende (zevende druk 2013).
- Een meisje met stemmetjes in haar hoofd, in: Systeemtherapie, jaargang 13, Amsterdam, 2001.
- Stemmen horen: een benadering vanuit het ‘Brugs Model’ voor Korte Therapie, in: Kinder- en Jeugdpsychotherapie, Utrecht, 2001.
- Psychotherapie... hoe meer, hoe beter?, in: Sociaal: methodiek psychotherapie, 2004.
- Survivalkit voor leerkrachten (met Nadine Callens, Tine Geysen & Wouter Maene), Antwerpen /Apeldoorn, Garant, 2007, (vierde druk: 2013)
- Oplossingsgericht perspectief. Handboek voor Systeemtherapie, (met Esther de Wolf), Utrecht, De Tijdstroom, 2008 (tweede uitgave, 2014).
- (Op weg) naar een ethisch onderwijs, in: Zorgbreed,  Antwerpen/Apeldoorn, 2008.
- De Therapeutische Relatie in Oplossingsgerichte Therapie, in: G-azet, 2010.
- The Magic of Language, in: International Journal of Solution-Focused Practices (Sweden), 2015.